# Ізраїльсько-ватиканські відносини
Дипломатичним відносинам між Ізраїлем і Святим Престолом, встановленим в 1993, передувало майже століття контактів і дипломатичної діяльності, не кажучи вже про майже два тисячоліття католицько-єврейських зустрічей, які часом були далекі від гармонійних.

## Додержавний період
У 1897, коли ідеї сіоністів набувають все більшого поширення в Європі та за чотири місяці до першого Конгресу сіоністів, проведеного у Базелі, авторитетний єзуїтський журнал Civiltà Cattolica оголосив, що єврейська держава на території Святої Землі зі столицею Єрусалимом та утримання під вартою Святих Місць були неприйнятними для католицької церкви. Сім років потому, в 1904 році, засновник сіоністського руху Теодор Герцль зустрівся з Папою Римським Пієм X в надії отримати підтримку діяльності сіоністів у Святого Престолу. Пій Х відмовив у проханні, заявивши, що Церква не може визнати єврейський народ і його прагнень в Палестині, тому що євреї «не визнали Господа нашого». Герцль виходив з політичних міркувань; відповідь Папи ґрунтувалася на католицькій теології.
Сіоністські контакти з представниками Церкви та авторитетні заяви Ватикану щодо сіоністських амбіцій були спорадичними протягом наступних чотирьох десятиліть, охоплених двома світовими війнами. Однак вони були достатніми, щоб підтвердити основні та послідовні елементи позиції Ватикану прототипом, зазначеним ще у Civiltà Cattolica та Пієм X. Святий Престол виступав проти єврейської держави в Палестині, особливо після зазначення в британській Декларації Бальфура від 2 листопада 1917. Святі місця становили життєво важливий інтерес, а єврейська опіка над ними була неприйнятною. Питання їх розташування та охорона мали визначатися між Церквою та великими державами. Можливий суверенітет євреїв на території Святої Землі став центром теологічних проблем.
Резолюція Генеральної Асамблеї ООН 181 від 29 листопада 1947 (далі «Резолюція розділу»), де йдеться про статус Єрусалиму та його околиць як «окремого суб'єкту», була прихильно розглянута у Ватикані, однак відразу відхилена арабськими державами, а після військових дій 1948 року статус «окремого суб'єкту» (окремої самостійної структури) до Єрусалиму не застосовувався.
У жовтні того ж року, Папа Пій XII, глибоко стурбований насильницькими конфліктами на Святій Землі, видав енцикліку In Multiplicibus Curis, в якій він закликав миротворців надати Єрусалиму та його околицям «міжнародного характеру» і забезпечити — «з міжнародними гарантіями» — свободу доступу та поклоніння святим місцям, розкиданим по всій Палестині. У квітні 1949 в другій енцикліці Redemptoris Nostra Пій XII апелював до справедливості щодо палестинських біженців і повторив свій заклик щодо «міжнародного статусу» як найкращої форми захисту Святих Місць. Офіційна позиція Ватикану з цього питання, а також стосовно біженців, по суті, вже була закладена протягом наступних двох десятиліть.

## Постдержавний період та визнання де-факто
У 1948 році молода Держава Ізраїль прагнула забезпечити визнання Святим Престолом її суверенітету та територіальних надбань, зважаючи на моральний авторитет Ватикану на міжнародному рівні та вплив, який він здійснював, більшою чи меншою мірою, на уряди певних католицьких країн та більшу половину християн у світі. Для цього у вересні до Ватикану були відправлені представники. Хоча делегації не вдалося втілити своєї головної мети, різні домовленості були досягнуті для вирішення проблем спільного характеру, частково на двосторонній основі, частково через папського нунція на Святій Землі та патріаршого вікарія в Галілеї. Висловленим не прямо в цих домовленостях, було визнання де-факто частини держави Ізраїль — факт, який Святий Престол часто згадує в наступних угодах з Ізраїлем.
Ватикан як і раніше прагнув до інтернаціоналізації Єрусалиму та Святих місць. У 1950 році, він здійснив невдалу спробу її реалізації в Організації Об'єднаних Націй. Після цього Ватикан не продовжував свою ініціативу в ООН, але й не відмовився від власних устремлінь щодо Єрусалиму та Святих місць.
Паралельно Ізраїльсько-Ватиканські відносини прогресували на різних рівнях. Слід зазначити, що на початку 1952 року міністр закордонних справ Моше Шаретт зустрівся з Пієм XII, а в 1955 році Ізраїльський філармонічний оркестр навіть грав для Папи. Послідовні спроби ізраїльських дипломатів протягом найближчих років не мали успіху. Паломництво Папи Павла VI на Святу Землю в січні 1964 року було здійснено таким чином, що стало цілком зрозуміло — Святий Престол не визнає Ізраїль де-юре.
У 1965 році Другий Ватиканський Собор проголосив декларацію, відому як Nostra Aetate, яка докорінно змінила ставлення Церкви до євреїв заявою, що «Бог підтримує євреїв заради їхніх Предків; Він не кається, що робить їм такі подарунки». Крім того, страсті Христові (смерть і розп'яття) «не можуть бути пред'явлені як звинувачення проти всіх євреїв, без винятку, ні проти тих, що жили тоді, ні проти тих, що живуть сьогодні.»
Якщо деякі теологічні перешкоди на шляху до визнання де-юре Ізраїлю були вирішені, то основний політичний камінь спотикання залишається. Окрім питань про суверенітет Ізраїлю над усією територією, у тому числі частиною Єрусалиму, про відсутність визнаних його кордонів та захист Святих Місць, Ватикан проявляє свою стурбованість потребами місцевих католиків такою ж мірою, як потоком палестинських біженців. Крім того, він остерігається негативної реакції на християнські меншини в арабських країнах і в самому Ватикані, так, ніби це означало б визнати Ізраїль де-юре. Що стосується Ізраїлю, в деяких колах з'явилися певні сумніви з приводу повних відносин з Ватиканом, наслідки яких стали очевидними.
Шестиденна війна 1967 року змінила геополітичну ситуацію в регіоні. Ізраїль володів всією Святою Землею на захід від річки Йордан, в тому числі всіма християнським Святими Місцями. Це призвело до того, що Ватикан змінив свою позицію на основі прагматичного підходу. У своєму зверненні до кардиналів в грудні 1967 Павло VI закликав до «особливого статусу, що гарантується на міжнародному рівні» стосовно Єрусалиму та Святих Місць (а не інтернаціоналізації). Це понині залишається офіційною позицією Ватикану з цього питання.
Водночас відносини на вищому рівні між сторонами тривають. Так, Павло VI прийняв міністра закордонних справ Абба Ебана в 1969 році, прем'єр-міністра Голда Меїр в 1973 році та міністра закордонних справ Моше Даян в 1978 році. Прем'єр-міністр Іцхак Шамір буз з візитом у Папи Римського Іоанна Павла II в 1982 році. Питання про повні дипломатичні відносини обговорювалося під час цих та інших контактів, але Ватикан залишався стриманим і, в той час як Ізраїль зробив хід, він не був надмірно активним.
Перші ознаки можливої зміни в атмосфері прийшли після обрання в 1978 році Папою Римським Іоанна Павла II, який дуже відрізнявся від своїх італійських попередників. У молодому віці він мав багато друзів-євреїв у його рідному місті Вадовіце; був свідком Голокосту (він сам був змушений примусово працювати під час нацистської окупації Польщі); і він співчував національним прагненням поляків та інших народів. У 1984 році Іоанн Павло II закликав до забезпечення безпеки та спокою для єврейського народу, що проживають в Державі Ізраїль, «як прерогативи кожного народу». Звертаючись до єврейських лідерів у вересні 1987 року в Маямі, він визнав право єврейського народу на батьківщину: «як і будь-якої громадянської нації, згідно з міжнародним правом (яке ми наслідуємо) для єврейського народу, які живуть в штаті Ізраїль …».
На той час, як інші представники Ватикану зрозуміли, що богословські, а тепер і політичні перешкоди для повних дипломатичних відносин з Ізраїлем було в значній мірі подолано, минуло ще 5 років, перш ніж Іоанн Павло II вирішив втілити свої наміри в дипломатичну реальність. Після першої війни в Затоці 1991 року мирний процес у арабо-ізраїльських відносинах було поновлено. ООН визнала Ізраїль, а різні арабські держави встановили з ним дипломатичні відносини. Одночасно Радянський Союз і значна кількість держав відновили свої відносини з Ізраїлем (припинені після Шестиденної війни). Крім того, деякі провідні країни, такі як Китай та Індія, вступили в повні дипломатичні відносини з Ізраїлем, передусім для того, щоб бути учасниками багатосторонніх мирних переговорів.
Враховуючи, що арабське та палестинське визнання Ізраїлю не зумовило перевороту на Близькому Сході і, можливо, відчуваючи, що Святий Престол може знаходитися в особливо скрутному становищі, не співпрацюючи з Ізраїлем офіційно, коли питання Ізраїлю як життєво важливого інтересу обговорювалися на Мирних переговорах, Іоанн Павло II почав акцентувати увагу на питанні стосовно Ізраїлю, а потім взяв ініціативу й сам. На початку квітня 1992 року посол Ізраїлю в Італії Аві Пазнер і його дружина були запрошені на приватну аудієнцію з Папою Римським. На прохання останнього посол запропонував моніторинг ситуації на Близькому Сході, в ході якого він зробив натяк на відмові деяких арабських держав визнати Ізраїль, незважаючи на палестинське визнання та триваючий мирний процес. Непрямий натяк був мабуть зрозумілий, оскільки десять днів потому «міністр закордонних справ» Ватикану архієпископ Жан-Луї Торан повідомив посла Пазнера, що Іоанн Павло II надіслав до Папської курії запит щодо переговорів з метою можливості початку повних дипломатичних відносин з Ізраїлем. Після зустрічі з Папою в жовтні, міністр закордонних справ Ізраїлю Шимон Перес (нині президент Ізраїлю) зауважив, що навіть у світлі недавнього визнання Ізраїлю багатьма іншими націями", на додаток до цього, Ватикан може значно змінити стан речей."

## З 1993 року— дотепер. Визнання де-юре
Півтора року складних переговорів завершилися підписанням Основної угоди між Святим Престолом і Державою Ізраїль 30 грудня 1993. Тоді, відповідно до Додаткового протоколу до Основної угоди, держави обмінялися повністю акредитованими послами в травні 1994. Детальніше ніж в рамковій угоді, Основна угода відкриває шлях до створення юридичних та фінансових підкомісій, аби впоратися з безліччю питань, які були свідомо залишені нез'ясованими. Додавши нетипову сферу, угода визнала унікальний характер відносин між Церквою і єврейським народом і наголосила на осуді Церквою антисемітизму у всіх його формах.
З цієї точки зору в той час, Ізраїль і Ватикан підтримували тісні дипломатичні відносини — що не обійшлося і без періодів напруги і навіть кризи. Обговорення юридичного підкомітету було вирішене відносно швидко з додатковою угодою, підписаною 10 грудня 1997 року, в якому Ізраїль визнав юридичну особу та повноваження канонічного права в рамках католицької церкви та її інститутів, а також латинського Патріархату Єрусалиму та Східно-католицької Патріархату та їхніх єпархій на території Ізраїлю. У той час зі свого боку ці церковні особи, визнали перевагу ізраїльського закону в цивільних і кримінальних справах. З іншого боку, робота фінансового підкомітету ще не завершена, у зв'язку з серйозними труднощами в подоланні принципові позиції двох сторін і, з точки зору Ізраїлю, через можливі фінансових і матеріальних наслідків будь-яких спеціальних привілеїв, які можуть бути надані католицькій церкві та іншим християнським і нехристиянським групам в країні.
Високий момент у відносинах був досягнутий, коли Папа Римський Іоанн Павло здійснив паломництво у Святу Землю в ювілейний 2000 рік. У той час як релігійний характер візиту мав дійсно високу мету, політичні аспекти не можуть також бути проігноровані, як, наприклад, візит Івана Павла до президента Ізраїлю, та зустріч Папи з прем'єр-міністром та членами його кабінету.
Великі надії в Ізраїлі щодо тісніших політико-дипломатичних відносин з Ватиканом в результаті цього візиту були розбиті з початком другої «інтифади» у вересні 2000 року. Критична військова відповідь Ізраїлю на палестинське повстання і неминучу зупинку мирного процесу, зумовила замороження Ватиканом дипломатичних відносин з Ізраїлем. Обережний у підході у такого рішення, щоб не викликати повний розрив у відносинах, Ватикан зробив більший акцент на єврейсько-католицькому вимірі відносин. Ряд ініціатив було запропоновано, у тому числі запуск діалогу між Святим Престолом і Головою рабинату Ізраїлю в 2003 році, який залишається успішним і сьогодні.
Обмеження різного роду були поставлені на відносини в 1998 році, коли мусульмани в Назареті прагнули побудувати великий мечеті поряд з церквою Благовіщення, вважалося, що мовчання є мовчазною згодою політичних елементів в Ізраїлі. Ця проблема, безпосередньо пов'язана з католицьким святилищем, була вирішена тільки в січні 2002 року, коли урядова комісія висунула ефективний план озеленення, який поклав край будівництву мечеті. На відміну від цього, дипломатичні відносини довели свою силу і значення, коли Ватикан та Ізраїль тісно й обережно домоглися пошуку рішення із складної ситуації, створеної у квітні 2002 року, коли збройні палестинські бойовики взяли під контроль інше святилище, — Церкву Різдва у Вифлеємі, захопивши всередині нього священнослужителів (католиків, вірмен та представників грецької православної церкви), а також беззбройних палестинських цивільних осіб.
Здебільшого двосторонні відносини між країнами перебувають на плаву. Візити міністрів до Святого Престолу відбуваються так часто, що їх важко порахувати. Першим президентом Ізраїлю, який здійснив візит у грудні 2002 року до Папи був президент Моше Кацав. День за днем посольство Ізраїлю у Ватикані прагне інформувати Ватикан щодо їхньої офіційної політики з актуальних питань, у той час як Посольство Ватикану в Яффі розглядає його як різноманіття майнових та інших інтересів в Ізраїлі. Обидві сторони шукають шляхи розширення культурної, освітньої, наукової і міжрелігійної співпраці та взаєморозуміння. Мирські питання, такі як проблеми з візами і в'їздом в Ізраїль католицького духовенства з арабських земель, конфліктючих з Ізраїлем, розглядаються у встановленому порядку.
Ізраїль і Ватикан надають особливого значення цим дипломатичним відносинам. Багато у чому, це унікальні відносини, що переплітаються з багатовіковими католицько-єврейськими зустрічами, і охоплюють інтереси, які обидві сторони вважають за пріоритетні. Тому відносини залишаються міцними і гнучкими, щоб витримати ті події, котрі неминуче повторяться.

## Інтернет-ресурси
- Embassy of Israel to the Holy See [Архівовано 1 жовтня 2011 у Wayback Machine.]
- Facebook [Архівовано 11 квітня 2020 у Wayback Machine.]
- Twitter [Архівовано 26 січня 2016 у Wayback Machine.]
- Vatican-Israel Relations (by the Council on Foreign Relations)
- Speech by Jean Louis Tauran, head of Section for Relations with States, on Holy See policy towards the Holy Land since 1887 [Архівовано 28 червня 2011 у Wayback Machine.]
- Israel-Vatican Diplomatic Relations (from the Israeli Ministry of Foreign Affairs website) [Архівовано 17 листопада 2017 у Wayback Machine.]
- Archbishop Jean-Louis Tauran, "Furthering Jewish-Christian Dialogue" [Архівовано 26 січня 2016 у Wayback Machine.]
- Interview with Aharon Lopez, former Israeli Ambassador to the Holy See [Архівовано 1 березня 2021 у Wayback Machine.]
- Celebrating 40 Years since Nostra Aetate [Архівовано 1 жовтня 2011 у Wayback Machine.]
- Sergio Itzhak Minerbi, John Paul II and the Jews [Архівовано 17 листопада 2017 у Wayback Machine.]
- Sergio I. Minerbi, Pope John Paul II and the Jews: An Evaluation [Архівовано 27 лютого 2021 у Wayback Machine.]
- Aharon Lopez, Israel's Relations with the Vatican [Архівовано 31 січня 2019 у Wayback Machine.]
- Cardinal Achille Silvestrini, The Vatican and Israel
- Joel Bainerman, The Vatican Agenda: How Does The Vatican View The Legitimacy of Israel's Claims To Jerusalem? [Архівовано 8 листопада 2020 у Wayback Machine.] (highly biased against the Vatican)
- Rabbi David Rosen, Israel-Vatican Relations 1993 – 1998 [Архівовано 8 квітня 2016 у Wayback Machine.]
- Yosef Lamdan, Vatican–Israel Relations, 2000–2003: An Insider’s View
- Zion Evrony, "The Menorah and the Cross", Times of Israel, 30 December 2013 [Архівовано 26 листопада 2017 у Wayback Machine.]
- Raymond Cohen, "Israel and the Holy See Negotiate: A Case Study in Diplomacy across Religions" The Hague Journal of Diplomacy, vol. 5 (2010) pp. 213-234 [Архівовано 12 квітня 2021 у Wayback Machine.]
- La Santa Sede e la Questione di Gerusalemme (1918–2000) [Архівовано 1 листопада 2004 у Wayback Machine.] (in Italian)
- Henry P. Bocala, Diplomatic Relations between the Holy See and The State of Israel: Policy Basis in the Pontifical Documents (1948–1997), Doctoral Thesis submitted to the Pontifical University of the Holy Cross [Архівовано 23 липня 2011 у Wayback Machine.]
- Yossi Beilin, "The ten years of the Fundamental Agreement" 30 Giorni, December 2003 [Архівовано 8 травня 2017 у Wayback Machine.]
- Paolo Pieraccini, A biographical profile of Bishop Alberto Gori [Архівовано 17 березня 2012 у Wayback Machine.]
- Walter Zander, Israel and the Holy Places of Christendom [Архівовано 28 серпня 2019 у Wayback Machine.] (Book by an Israeli journalist and legal expert)
- Bartłomiej Secler, "Twenty years of diplomatic relations between Vatican City state and Israel" Przegląd Narodowościowy – Review of Nationalities, no 6, 2016 [Архівовано 26 липня 2018 у Wayback Machine.]